# Divizia B 1946–1947
Divizia B 1946-1947 a fost al optulea sezon al celui de-al doilea nivel al sistemului de ligi ale fotbalului românesc.
Liga a fost reluată după cinci ani în care a fost suspendată din cauza celui de-al Doilea Război Mondial. S-a menținut formatul de trei serii, dar de data aceasta seriale au fost mult mai mari, 15 echipe în prima, câte 14 pentru fiecare dintre celelalte două. Sezonul acesta este practic începutul profesionalismului fotbalului românesc, se înscriu noi cluburi, altele sunt mutate înapoi în campionatul districtual. La sfârșitul sezonului patru echipe promovate în Divizia A, câștigătoarele seriei și o echipă a patra stabilită în urma unui play-off de promovare între locurile secunde și cel mai bun loc trei.

## Schimbări de echipe
Jiul Petroșani și Juventus București au fost promovați în Divizia A, promovare meritorie datorită clasamentului lor la finalul 1940–41 sezonul locul 1 în seria lor.
În Divizia A au fost promovate și CFR Timișoara (a 6-a, Seria I) și Prahova Ploiești (a 7-a, Seria III).

### Echipe retrogradate
Cimentul Turda, Franco-Româna Brăila, Metalosport Călan și Vitrometan Mediaș au retrogradat în Divizia C.
Dacia VA Galați a retrogradat în campionatul local.
Ripensia Timișoara (a 3-a, Divizia A) și FC Brăila (a 13-a, Divizia A) au retrogradat direct în Divizia C, fără a juca în al doilea sezon.

### Echipe noi
Unirea Tricolor București a fost campioana României la sfârșitul sezonului 1940–41, dar a reluat campionatul în Divizia B.
Venus București (a 4-a, Divizia A), Mica Brad (a 5-a, Divizia A), Sportul Studențec (a 6-a, Divizia A) ), FC Ploiești (10, Divizia A), Gloria CFR Galați (12, Divizia A) au reluat campionatul în Divizia B.
Gloria Arad (a 8-a, Divizia A), promovată în 1940, a retrogradat înapoi în liga a doua.
AMEF Arad și Feroemail Ploiești au fost reînscrise în sistemul ligii românești de fotbal după excluderea abuzivă comandată de regimul legionar în 1940.
CFR Târgu Mureș, Crișana Oradea, Dermata Cluj, Oltul Sfântu Gheorghe, Phoenix Baia Mare, Stăruința Satu Mare și Victoria Cluj  s-a mutat în sistemul ligii române de fotbal datorită Tratatele de pace de la Paris, teritoriul Transilvaniei de Nord fiind atribuit din Ungaria înapoi la  România.
Arsenal Sibiu, CFR Craiova, CFR Caracal, CFR Turda, Dezrobirea Constanța, FC Călărași, Grivița CFR București, IAR Brașov, Karres Mediaș, Politehnica Iași, Sparta Arad, Sporting Pitești, Socec Lafayette București, Solvay Uioara, ST București, Șurianul Sebeș și Textila Buhuși au fost promovați în Divizia B datorită rezultatelor obținute în campionatele regionale.

### Echipe dizolvate
AS Constanța, Ateneul Tătărași Iași, Olympia București, Rapid Timișoara și Turda București au fost dizolvate.

### Echipe redenumite
Crișana CFR Arad a fost redenumită CFR Arad.
Oltul Sfântu Gheorghe a fost redenumit Textila Sfântu Gheorghe.
Sportul Studențesc București a fost redenumit Sparta București
SSM Reșița a fost redenumit Locomotiva Reșița.
Vulturii Textila Lugoj a fost redenumit 23 august Lugoj.

### Alte echipe
Chinezul Timișoara și CAM Timișoara au fuzionat, prima fiind absorbită de a doua.
Crișana Oradea și CFR Oradea au fuzionat, iar clubul a fost redenumit Crișana CFR Oradea.

## Harta ligii
- Seria I - punct albastru, Seria II - punct rosu, Seria III - punct verde.

## Clasamentele ligii

### Seria I
| Loc | Echipa                           | MJ | V  | E | Î  | GM  | GP  | DG  | Pct | Promovare              |
| --- | -------------------------------- | -- | -- | - | -- | --- | --- | --- | --- | ---------------------- |
| 1   | Unirea Tricolor București (C, P) | 28 | 21 | 4 | 3  | 113 | 34  | +79 | 46  | Promovare în Divizia A |
| 2   | AMEF Arad                        | 28 | 19 | 4 | 5  | 71  | 28  | +43 | 42  | Calificare în play-off |
| 3   | Politehnica Timișoara            | 28 | 19 | 4 | 5  | 88  | 31  | +57 | 42  | Calificare în play-off |
| 4   | Sparta Arad                      | 28 | 15 | 8 | 5  | 72  | 34  | +38 | 38  |                        |
| 5   | Venus București                  | 28 | 14 | 3 | 11 | 58  | 46  | +12 | 31  |                        |
| 6   | CFR Arad                         | 28 | 12 | 6 | 10 | 49  | 50  | −1  | 30  |                        |
| 7   | Electrica Timișoara              | 28 | 12 | 5 | 11 | 52  | 43  | +9  | 29  |                        |
| 8   | CFR Simeria                      | 28 | 12 | 3 | 13 | 52  | 64  | −12 | 27  |                        |
| 9   | CAM Timișoara                    | 28 | 11 | 3 | 14 | 55  | 53  | +2  | 25  |                        |
| 10  | CFR Turnu Severin                | 28 | 10 | 3 | 15 | 34  | 59  | −25 | 23  |                        |
| 11  | Locomotiva Reșița                | 28 | 9  | 2 | 17 | 38  | 72  | −34 | 20  |                        |
| 12  | Gloria Arad                      | 28 | 8  | 4 | 16 | 35  | 54  | −19 | 20  |                        |
| 13  | CFR Craiova                      | 28 | 6  | 4 | 18 | 25  | 64  | −39 | 16  |                        |
| 14  | CFR Caracal                      | 28 | 6  | 3 | 19 | 50  | 109 | −59 | 15  |                        |
| 15  | 23 August Lugoj                  | 28 | 7  | 0 | 21 | 31  | 88  | −57 | 14  |                        |

- Politehnica Timisoara - Electrica Timisoara, pierdut cu 3-0 de ambele echipe.

### Serie II
| Loc | Echipa                    | MJ | V  | E | Î  | GM | GP | DG  | Pct | Promovare sau retrogradare                            |
| --- | ------------------------- | -- | -- | - | -- | -- | -- | --- | --- | ----------------------------------------------------- |
| 1   | Ploiești (C, P)           | 26 | 16 | 5 | 5  | 56 | 31 | +25 | 37  | Promovare în Divizia A                                |
| 2   | Textila Sfântu Gheorghe   | 26 | 16 | 5 | 5  | 72 | 42 | +30 | 37  | Retras din [Divizia B 1946–47#Play-offul de promovare |
| 3   | Textila Buhuși            | 26 | 13 | 8 | 5  | 68 | 36 | +32 | 34  | Calificare în play-off                                |
| 4   | Sporting Pitești          | 26 | 11 | 8 | 7  | 66 | 59 | +7  | 30  |                                                       |
| 5   | Călărași                  | 26 | 13 | 3 | 10 | 62 | 59 | +3  | 29  |                                                       |
| 6   | ST București              | 26 | 11 | 5 | 10 | 67 | 67 | 0   | 27  |                                                       |
| 7   | Dezrobirea Constanța      | 26 | 11 | 4 | 11 | 54 | 57 | −3  | 26  |                                                       |
| 8   | IAR Brașov                | 26 | 10 | 4 | 12 | 52 | 56 | −4  | 24  |                                                       |
| 9   | Gloria CFR Galați         | 26 | 12 | 0 | 14 | 53 | 72 | −19 | 24  |                                                       |
| 10  | Socec Lafayette București | 26 | 10 | 4 | 12 | 69 | 77 | −8  | 24  |                                                       |
| 11  | Grivița CFR București     | 26 | 9  | 5 | 12 | 51 | 47 | +4  | 23  |                                                       |
| 12  | Sparta București (R)      | 26 | 5  | 7 | 14 | 36 | 56 | −20 | 17  | Retrogradare în Divizia C                             |
| 13  | Politehnica Iași          | 26 | 5  | 7 | 14 | 48 | 66 | −18 | 17  |                                                       |
| 14  | Feroemail Ploiești (R)    | 26 | 6  | 3 | 17 | 35 | 64 | −29 | 15  | Retrogradare în Divizia C                             |

### Serie III
| Loc | Echipa               | MJ | V  | E  | Î  | GM | GP | DG  | Pct | Promovare sau retrogradare |
| --- | -------------------- | -- | -- | -- | -- | -- | -- | --- | --- | -------------------------- |
| 1   | Dermata Cluj (C, P)  | 26 | 20 | 5  | 1  | 77 | 16 | +61 | 45  | Promovare în Divizia A     |
| 2   | Karres Mediaș (O, P) | 26 | 17 | 3  | 6  | 71 | 39 | +32 | 37  | Calificare în play-off     |
| 3   | Phoenix Baia Mare    | 26 | 15 | 4  | 7  | 58 | 35 | +23 | 34  |                            |
| 4   | Crișana CFR Oradea   | 26 | 15 | 2  | 9  | 53 | 33 | +20 | 32  |                            |
| 5   | Șurianul Sebeș       | 26 | 13 | 4  | 9  | 51 | 42 | +9  | 30  |                            |
| 6   | Arsenal Sibiu        | 26 | 9  | 8  | 9  | 46 | 57 | −11 | 26  |                            |
| 7   | Solvay Uioara        | 26 | 11 | 3  | 12 | 50 | 61 | −11 | 25  |                            |
| 8   | CFR Târgu Mureș      | 26 | 11 | 2  | 13 | 38 | 41 | −3  | 24  |                            |
| 9   | Mica Brad            | 26 | 9  | 5  | 12 | 36 | 42 | −6  | 23  |                            |
| 10  | Stăruința Satu Mare  | 26 | 6  | 11 | 9  | 33 | 47 | −14 | 23  |                            |
| 11  | IS Câmpia Turzii     | 26 | 8  | 6  | 12 | 44 | 50 | −6  | 22  |                            |
| 12  | Minerul Lupeni       | 26 | 8  | 5  | 13 | 38 | 44 | −6  | 21  |                            |
| 13  | CFR Turda            | 26 | 4  | 3  | 19 | 18 | 61 | −43 | 11  |                            |
| 14  | Victoria Cluj (E)    | 26 | 4  | 3  | 19 | 26 | 71 | −45 | 11  | Club dizolvat              |

## Play-offul de promovare
Locul doi din fiecare serie și cel mai bun loc al treilea au jucat un play-off de promovare pentru a decide echipa a patra care a promovat în 1947–48 Divizia A.

### Semifinale
| Echipa 1             | Scor | Echipa 2                   |
| -------------------- | ---- | -------------------------- |
| Karres Mediaș (SIII) | 2–1  | (SI) AMEF Arad             |
| Textila Buhuși (SII) | 1–0  | (SI) Politehnica Timișoara |

### Finala
| Echipa 1             | Scor | Echipa 2             |
| -------------------- | ---- | -------------------- |
| Karres Mediaș (SIII) | 4–1  | (SII) Textila Buhuși |

Note:
- După decizia F.R.F.A. de a relua meciul Politehnica Iași - FC Ploiești, câștigat de Politehnica, dar returul câștigat de F.C. Ploiești, Textila Sfântu Gheorghe a decis să se retragă din playoff; au fost înlocuiți de Textila Buhuși.
- Karres Mediaș a promovat în Divizia A 1947-1948.